# Мирко Вранић
Мирко Вранић (Сански Мост, 5. новембар 1920 — Сарајево, 10. октобар 2002) био је учесник Народноослободилачке борбе, генерал-пуковник ЈНА и друштвено-политички радник СР Босне и Херцеговине.

## Биографија
Рођен је 5. новембра 1920. године у Санском Мосту. Пре Другог светског рата био је студент агрономије.
Учесник је Народноослободилачког рата од 1942, а исте године је постао члан Комунистичке партије Југославије (КПЈ). У току рата био је помоћник политичког комесара Дванаесте крајишке ударне бригаде, потом Пете крајишке козарске удране бригаде и 11. крајишке дивизије.
После рата наставио је професионалну војну каријеру у Југословенској армији, у којој се налазио на дужностима — политичког комесара дивизије, начелник штаба корпуса, команданта армије, команданта Главног штаба Територијалне одбране Социјалистичке Републике Босне и Херцеговине. Завршио је Вишу војну академију и Ратну школу ЈНА.  Активна војна служба у Југословенској народној армији престала му је 1980. године.
На Једанаестом конгресу СКЈ биран је за члана Централног комитета Савеза комуниста Југославије (ЦК СКЈ). Био је члан трећег сазива Председништва СР Босне и Херцеговине, од априла 1982. до априла 1986. године.
Умро је 10. октобра 2002. у Сарајеву, где је и сахрањен.
Одликован је са више југословенских одликовања, међу којима су — Орден заслуга за народ са златном звездом, Орден братства и јединства са златним венцем и Орден за храброст.